# Verktyg

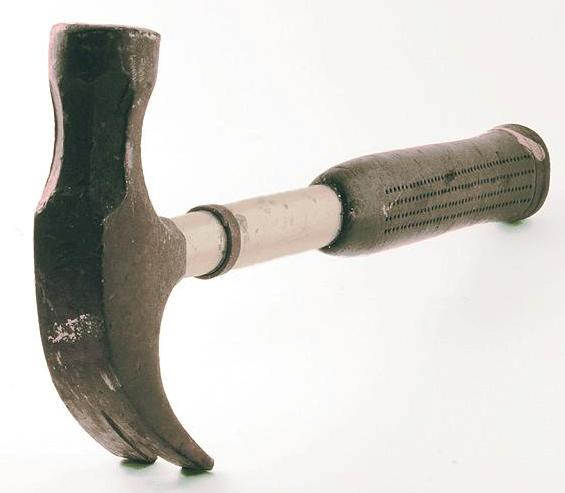
Hammare är ett typiskt exempel på verktyg

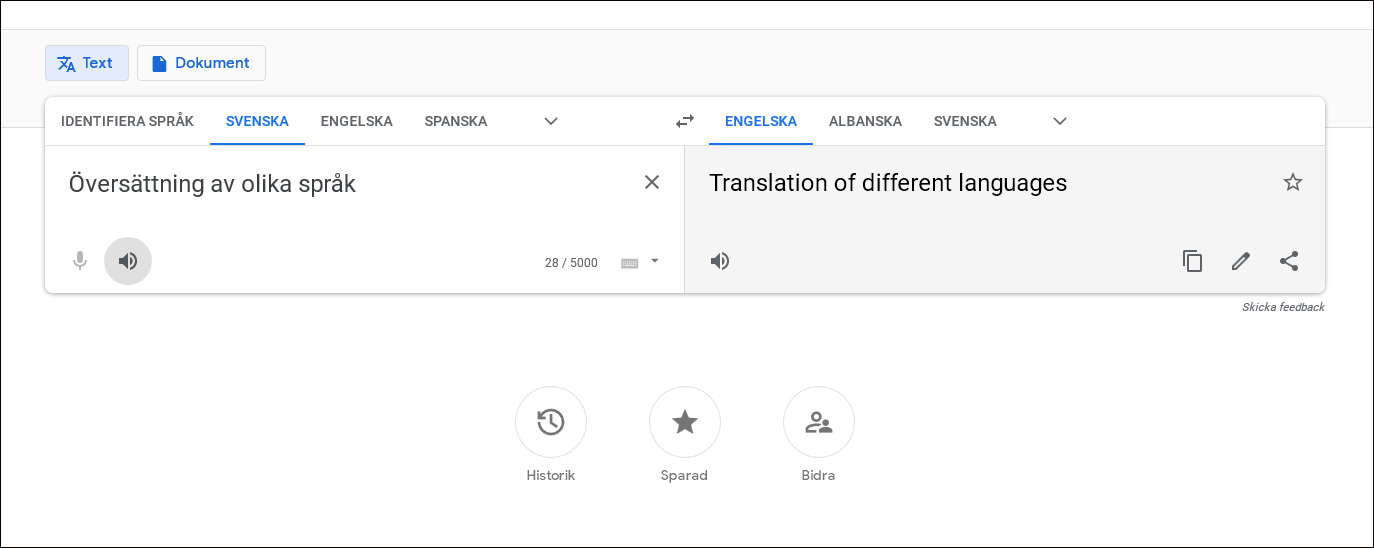
Ett verktyg kan även vara digitalt, som Googles verktyg för översättning av över 100 språk.

Verktyg, naturligt eller tillverkat föremål (redskap) som används för att underlätta arbete.
En snävare men allmänt vedertagen definition är 'redskap för bearbetning av material', till exempel skärande bearbetning (kniv, stämjärn, borr, såg), formande bearbetning (hammare) och fasthållande (till exempel tänger) med flera. Verktyg kan vara handverktyg eller för användning i verktygsmaskin.
Ordet "verktyg" är belagt i svenska språket sedan 1495.

## Djurs verktyg
Vissa fåglar och apor använder träpinnar för att få fram insekter och annat ätbart. Havsuttrar och några apor använder stenar för att krossa musslor och nötter.

## Verktyg i vidare bemärkelse
Vetenskapliga och tekniska läror kallas ibland "verktyg" om de kan tillämpas för forskning i andra vetenskaper.
Ordet 'verktyg' används ibland som ersättning för 'metod' eller 'tillvägagångssätt' när det handlar om bearbetning av abstrakta företeelser, till exempel verktyg för reklam, verktyg för hunduppfostran.
Inom kirurgin avser "verktyg" de handhållna instrument en kirurg använder under en operation.